# Burgh St Peter
Burgh St Peter est une paroisse civile et un village du Norfolk, en Angleterre.